# Alex & Emma
Alex & Emma ist eine Filmkomödie von Rob Reiner aus dem Jahr 2003.

## Handlung
Der Autor Alex Sheldon schuldet der kubanischen Mafia 100.000 Dollar. Zwei Mafiosi drohen ihm mit dem Tod. Die einzige Hoffnung für das rechtzeitige Auftreiben des Geldes ist das Fertigstellen eines neuen Romans durch Sheldon.
Sheldon leidet unter einer Schreibblockade. Er stellt Emma Dinsmore ein, die ihm beim Schreiben helfen soll. Der neue Roman handelt von dem in den 1920er Jahren lebenden Schriftsteller Adam Shipley. Shipley hat Beziehungen zu Anna und zu Polina Delacroix.
Die Welt des Romans und die Welt von Sheldon werden zunehmend ähnlicher. Sheldon und Dinsmore verlieben sich.

## Hintergrund
Die Handlung basiert zum Teil auf dem Roman Der Spieler von Fjodor Michailowitsch Dostojewski aus dem Jahr 1866. Die Komödie wurde in Boston und in Kalifornien gedreht. Das Budget betrug 30 Mio. US-Dollar. Der Film spielte weltweit 15,4 Mio. US-Dollar ein.

## Kritiken
Das Lexikon des internationalen Films meinte: „Gediegen ausgestattete, leichtgewichtige romantische Komödie, deren Handlung sich am Leben des Schriftstellers Scott Fitzgerald orientiert. Die gut aufgelegten Darsteller schlüpfen in gleich mehrere Rollen, was amüsiert, ohne dass der Funke wirklich überspringt.“
James Berardinelli kritisierte, dass die Komödie eine aufgewärmte „Low-End-Version“ der Komödie Harry und Sally sei. Die duale Struktur des Films würde im Film Besessen effizienter verwendet. Die Chemie zwischen den Hauptdarstellern fehle. Berardinelli kritisierte die Darstellung von Kate Hudson.